# By the Stream
Pour plus de détails, voir Fiche technique et Distribution.
By the Stream (hangeul : 수유천 ; RR : Suyucheon) est un film sud-coréen réalisé par Hong Sang-soo et sorti en 2024.
Il est présenté en avant-première mondiale au Festival international du film de Locarno 2024.

## Synopsis
Tous les jours, Jeo-nim, qui donne des cours dans une université pour femmes, va au bord d'un ruisseau pour dessiner. Suite un scandale ayant mené au départ d'un enseignant, elle demande à son oncle, un ancien acteur, de mettre en scène une courte pièce de théâtre.

## Fiche technique
Sauf indication contraire ou complémentaire, les informations mentionnées dans cette section peuvent être confirmées par la base de données KMDb
- Titre original : 수유천
- Titre anglophone : By the Stream
- Réalisation et scénario : Hong Sang-soo
- Musique : Hong Sang-soo
- Photographie : Hong Sang-soo
- Son : Hong Sang-soo
- Montage : Hong Sang-soo
- Production : Hong Sang-soo
- Société de production : Jeonwonsa Film
- Sociétés de distribution : Jeonwonsa Film et Content Panda
- Pays de production :  Corée du Sud
- Langue originale : coréen
- Format : couleur
- Genre : drame
- Durée : 111 minutes
- Dates de sortie :
  - Suisse italienne : 16 août 2024 (Festival international du film de Locarno)
  - Corée du Sud : 18 septembre 2024
- Classification :
  - Corée du Sud : convient aux 15 ans et plus

## Distribution
- Kwon Hae-hyo : Choo Si-eon
- Kim Min-hee : Jeo-nim
- Cho Young : la professeure Jeong

## Production
Le tournage a lieu à Séoul, pour le quartier de Dobong, non loin de l'université pour femmes de Duksung (en), et le bord du fleuve du Han, en cinq jours.

## Accueil

### Festival et sortie
By the Stream est sélectionné, le 10 juillet 2024, en avant-première mondiale dans la section « Concorso internazionale » de la 77e édition du Festival international du film de Locarno. Il y est projeté le 16 août 2024. Le lendemain, l'actrice Kim Min-hee y remporte le prix Léopard de la meilleure interprétation féminine et déclare être « sincèrement reconnaissante envers Locarno et le jury ».
Cinq jours après cette récompense, la société Jeonwonsa Film révèle l'affiche et la bande-annonce, ainsi que la date de sortie : le 18 septembre 2024 en Corée du Sud.
Il est également présenté au Festival international du film de Gijón en novembre 2024, où il obtient deux prix du meilleur film et de la meilleure actrice pour Kim Min-hee.

## Distinctions

### Récompenses
- Festival international du film de Gijón 2024[6] :
  - Meilleur film
  - Meilleure actrice pour Kim Min-hee
- Festival international du film de Locarno 2024 : Léopard de la meilleure interprétation féminine pour Kim Min-hee[4]

### Nomination
- Festival international du film de Locarno 2024 : Sélection officielle en compétition[1]